# Хаапсалу

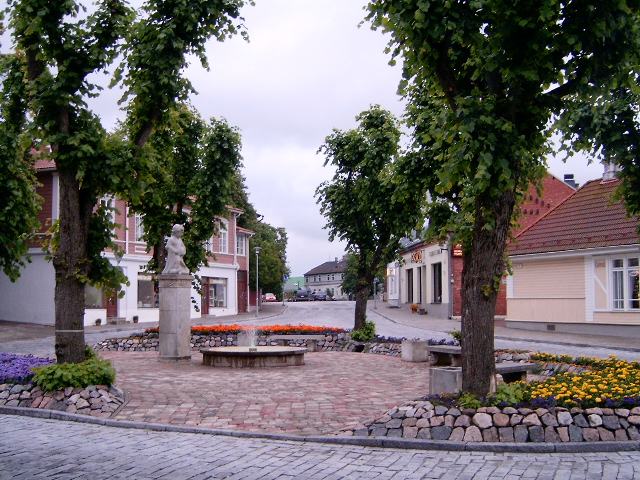
В центре Хаапсалу

Ха́апсалу (эст. Haapsalu), до 1918 года — Га́псаль (швед. Hapsal, нем. Hapsal) — город на северо-западе Эстонии, административный центр уезда Ляэнемаа. С 2017 года является административным центром муниципалитета Хаапсалу.

## География и описание
Расположен на южном берегу Хаапсалуского залива. Расстояние по шоссе до Таллина — 103 км. Климат умеренный. Официальный язык — эстонский. Почтовые индексы: 90403, 90502—90510.

## Население
По данным переписи населения 2021 года, в городе насчитывалось 9595 жителей, из них 8016 (83,9 %) — эстонцы.
По данным переписи населения 2011 года эстонцы составляли 82,0 % жителей города. В 2000 году удельный вес эстонцев в общей численности населения города составлял 79,6 %.
| Численность населения города Хаапсалу, чел. | Численность населения города Хаапсалу, чел. | Численность населения города Хаапсалу, чел. | Численность населения города Хаапсалу, чел. | Численность населения города Хаапсалу, чел. | Численность населения города Хаапсалу, чел. | Численность населения города Хаапсалу, чел. | Численность населения города Хаапсалу, чел. |
| 1782                                        | 1881                                        | 1897                                        | 1922                                        | 1934                                        | 1959                                        | 1969                                        | 1980                                        |
| ------------------------------------------- | ------------------------------------------- | ------------------------------------------- | ------------------------------------------- | ------------------------------------------- | ------------------------------------------- | ------------------------------------------- | ------------------------------------------- |
| 600                                         | ↗2700                                       | ↗3000                                       | ↗4300                                       | ↗4600                                       | ↗8600                                       | ↗10 500                                     | ↗13 600                                     |
| 1989                                        | 2000                                        | 2008                                        | 2010                                        | 2011                                        | 2017                                        | 2020                                        | 2021                                        |
| ↗14 600                                     | ↘12 100                                     | ↘11 702                                     | ↘11 618                                     | ↘10 251                                     | ↘9946                                       | ↘9513                                       | ↗9595                                       |

## История
Топоним Хаапсалу буквально означает «осиновая роща».
Поселение на месте нынешнего города непрерывно существовало по крайней мере с 1279 года, когда Гапсаль (Hapsal) получил права города, стал главной резиденцией Эзель-Викского епископа и служил ей на протяжении последующих 300 лет датской, немецкой и шведской и колонизации Эстонии. Многие постройки той эпохи сохранились в архитектурном облике города — к примеру, замок Хаапсалу, а также постоялый двор, в котором, как предполагается, останавливался Пётр Великий.
В середине XVI века в период Ливонской войны город стал объектом ожесточённой борьбы между Данией (купившей в 1559 году владения Эзель-Викского епископа), Швецией и Русским царством. В августе 1563 года шведы овладели городом, а 12 февраля 1576 года он был взят войсками Русского царства. 9 августа 1581 года шведы вновь вступили в Гапсаль, а по условиям Плюсского перемирия 1583 года Русское царство отказалось от претензий на Ливонию, в том числе и на Гапсаль. Таким образом, город окончательно перешёл во владение Швеции.
В августе 1710 года в период Северной войны город был занят русскими войсками и в 1721 году по Ништадскому мирному договору стал частью Российской империи.
В 1867 году в Гапсале отдыхал Пётр Ильич Чайковский. На Шоколадном променаде сохранилась доломитовая мемориальная скамья, посвященная композитору, откуда маэстро любил наблюдать за восходом солнца и за лебедями в море. В Хаапсалу Чайковский продолжил работу над оперой «Воевода» и написал фортепьянный цикл «Souvenir de Hapsal» («Воспоминание о Гапсале»). Услышав как-то эстонскую народную песню «Kallis Mari» («Дорогая Мари»), композитор использовал эту мелодию в своей знаменитой VI симфонии. Первые ноты из куплета выгравированы на мемориальной скамье. Современные технологии позволяют послушать музыку и узнать больше о композиторе, сидя на скамье.
15 (28) ноября 1905 года вступила в строй железнодорожная линия Кегель — Гапсаль. На вокзале станции Гапсаль был сооружён Императорский павильон, предназначенный для встречи российского императора Николая II и других высоких гостей.
В апреле-июне 1917 года в Гапсале действовала Школа авиационных унтер-офицеров, которая в июле 1917 года была преобразована в матросскую школу лётчиков. В октябре 1917 года в связи с наступлением ненастной погоды и приближением немецких войск школа прекратила работу
В 1916 году в Гапсале был установлен памятник «За веру, Царя и Отечество живот свой положившим в 1916 году». 19 апреля 2023 года он был демонтирован. Останки 6 моряков корабля «Доброволец» и миноносца «Донской казак» были перезахоронены на Хаапсалуском Старом кладбище 13 сентября 2023, на могиле установили прежний крест с именами погибших.
21 февраля 1918 года город был оккупирован высадившимися с Моонзундских островов войсками германского Северного корпуса. После ухода немцев в конце 1918 года город стал уездным центром независимой Эстонской республики.
Вплоть до 1944 года город также являлся главным очагом культуры балтийских шведов в Эстонии до их эмиграции во время Второй мировой войны. 28 августа 1931 года в городе была открыта первая в Эстонии гимназия с преподаванием на шведском языке.
В октябре 1939 года в районе Хаапсалу разместилась одна из наиболее крупных баз Красной армии, вступившей в Эстонию по условиям советско-эстонского пакта о взаимопомощи. На южной окраине города в 1939 году был построен военный аэродром. В августе 1940 года город вместе со всей Эстонией вошёл в состав Советского Союза.
Во время Второй мировой войны, 9 июля 1941 года Хаапсалу был оккупирован германскими войсками. Город был освобождён 24 сентября 1944 года в ходе Таллинской наступательной операции войсками 8-й армии Ленинградского фронта. В освобождении Хаапсалу приняли участие подвижная группа в составе 152-я танковой бригады, 26-го отдельного гвардейский тяжёлого танкового полка, 1294-й самоходно-артиллерийского полка, а также часть сил 7-й стрелковой дивизии 8-го эстонского стрелкового корпуса.
С 26 сентября 1950 года город стал центром Хаапсалуского района Эстонской ССР. В 1952—1953 годах Хаапсалу входил в состав Пярнуской области. С 19 февраля 1990 года Хаапсалу вновь центр уезда Ляэнемаа независимой Эстонской республики.

## Культура
В 2004 году была разобрана железная дорога на Хаапсалу, но на путях бывшей станции Хаапсалу продолжает действовать железнодорожный музей. Здесь находится знак «Нулевого километра» Эстонской железной дороги. По состоянию на 2022 год ближайшая к Хаапсалу действующая станция — Турба.
В городе размещается Музей-галерея «Хаапсалуский центр кружева», в экспозиции которого представлено эстонское кружево.
Над городом возвышается Дозорная башня Епископского замка. С ним связана знаменитая легенда о Белой даме: 
- Окно Белой дамы в замке Хаапсалу

В городе каждый год проводятся фехтовальные турниры «Белой дамы», которые организовывает Эстонский союз фехтования.

## Известные личности, связанные с городом
В Хаапсалу родились
- Эверт Карлссон Горн (1585—1615), шведский фельдмаршал. Завоеватель северо-западных русских крепостей во время русско-шведской войны 1610—1617 годов в период Смуты. Основатель города Ниена в устье реки Охты, притока Невы, в 1611 году. Родился в Гапсальском замке.
- Александр Михайлович Горчаков — российский дипломат.
- Юло Сирк — лингвист, автор трудов по австронезийским языкам
- Кайя Канепи — эстонская профессиональная теннисистка.
- Новосёлов, Николай — эстонский фехтовальщик, двукратный чемпион мира по фехтованию.
- Векшин, Николай Алексеевич (1887—1951) — эстонский яхтсмен, бронзовый призёр Олимпийских игр 1928 года.

В Хаапсалу умерли
- Антсон, Александер (1899—1945) — эстонский драматург, писатель, журналист, спортсмен.
- Рауд, Эно — детский писатель, создатель «Накситраллей», автор известной в России тетралогии «Муфта, Полботинка и Моховая Борода» и цикла рассказов о Сипсике.

## Галерея

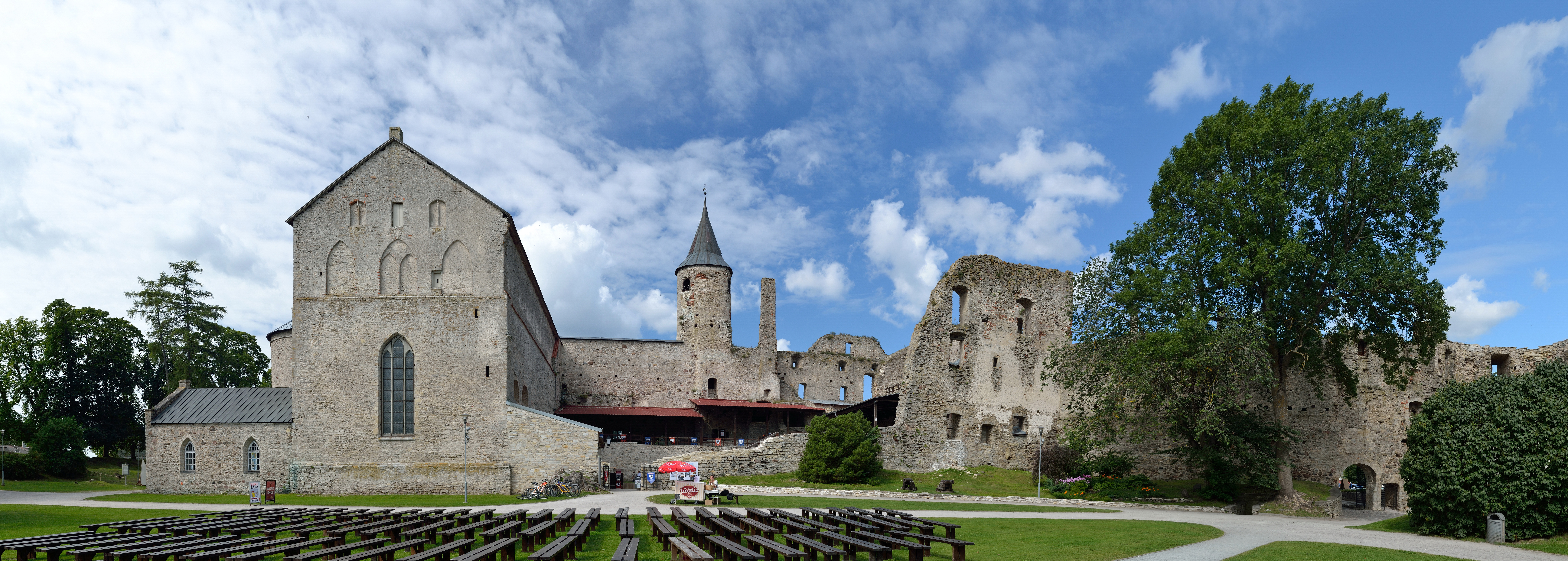
Гапсальский замок
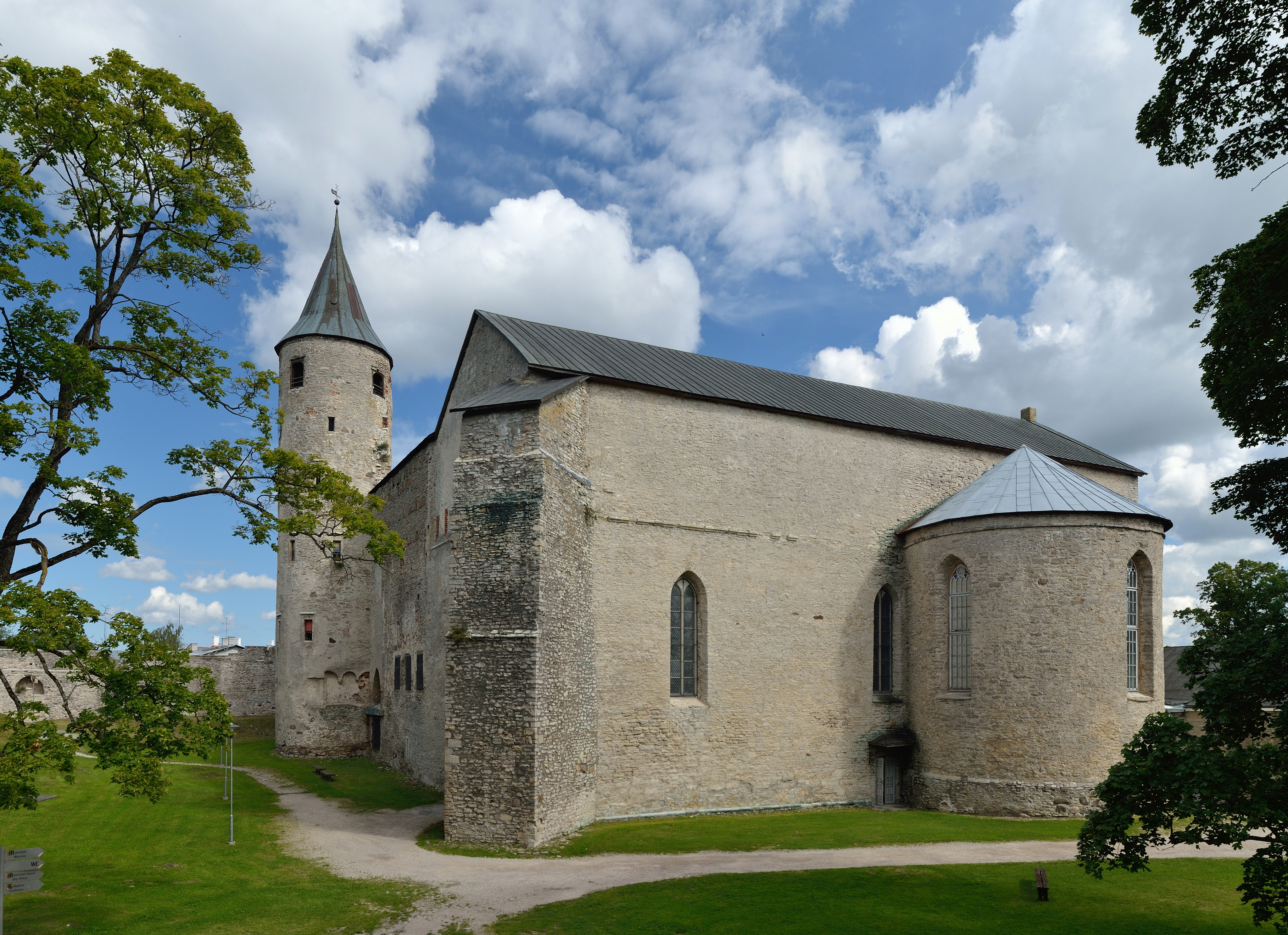
Церковь Гапсальского замка
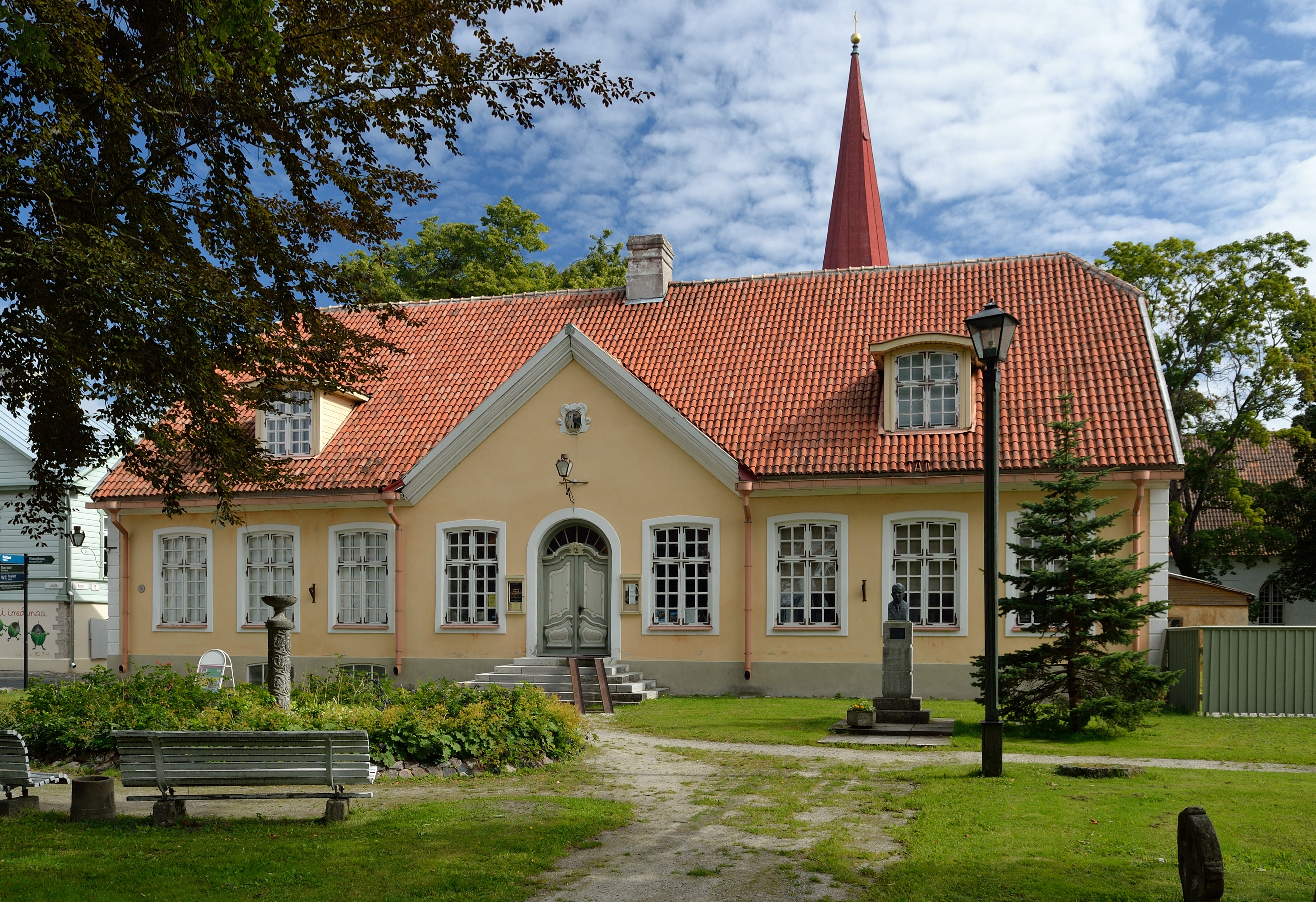
Ратуша
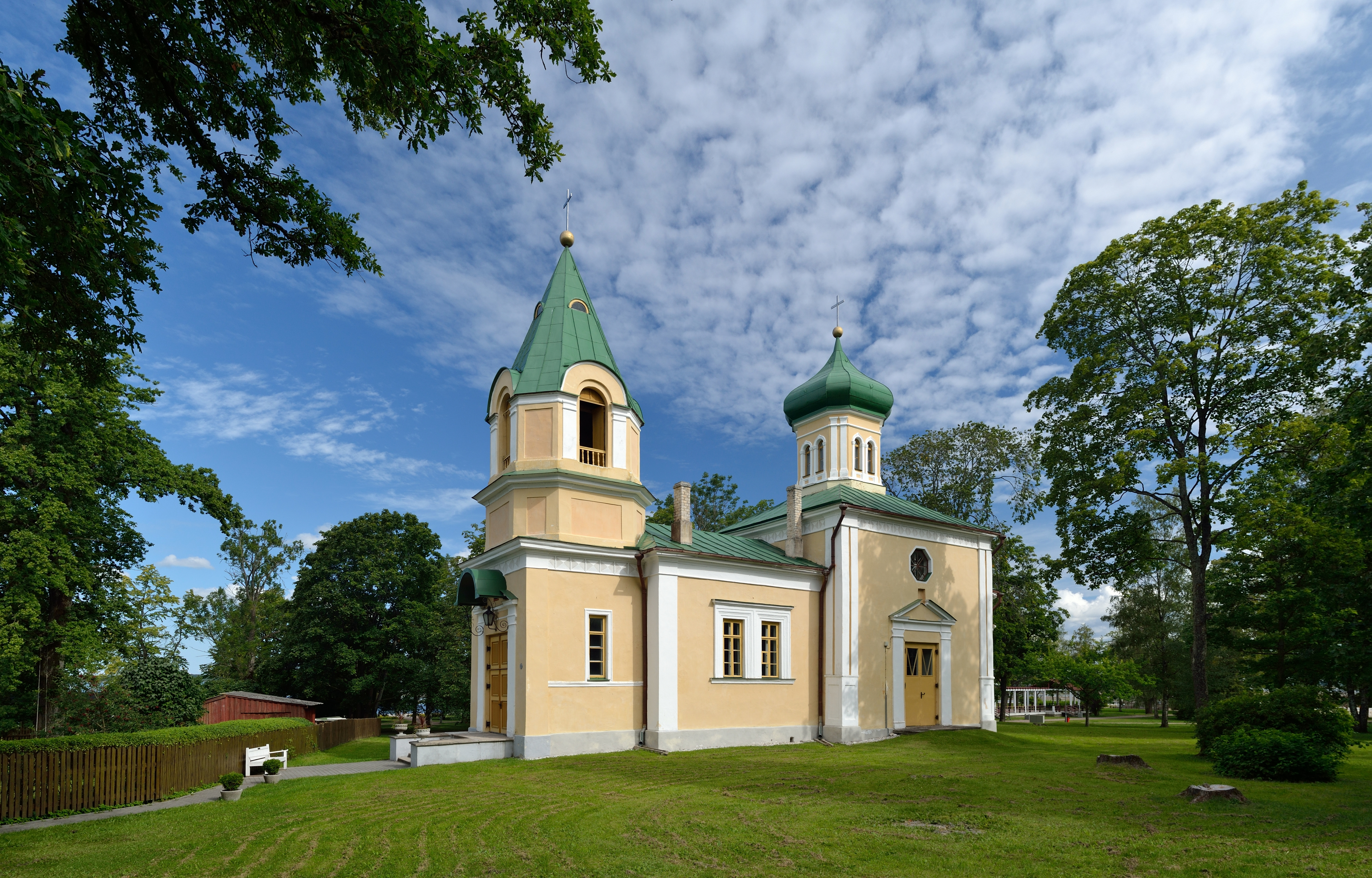
Православная церковь Святой Марии
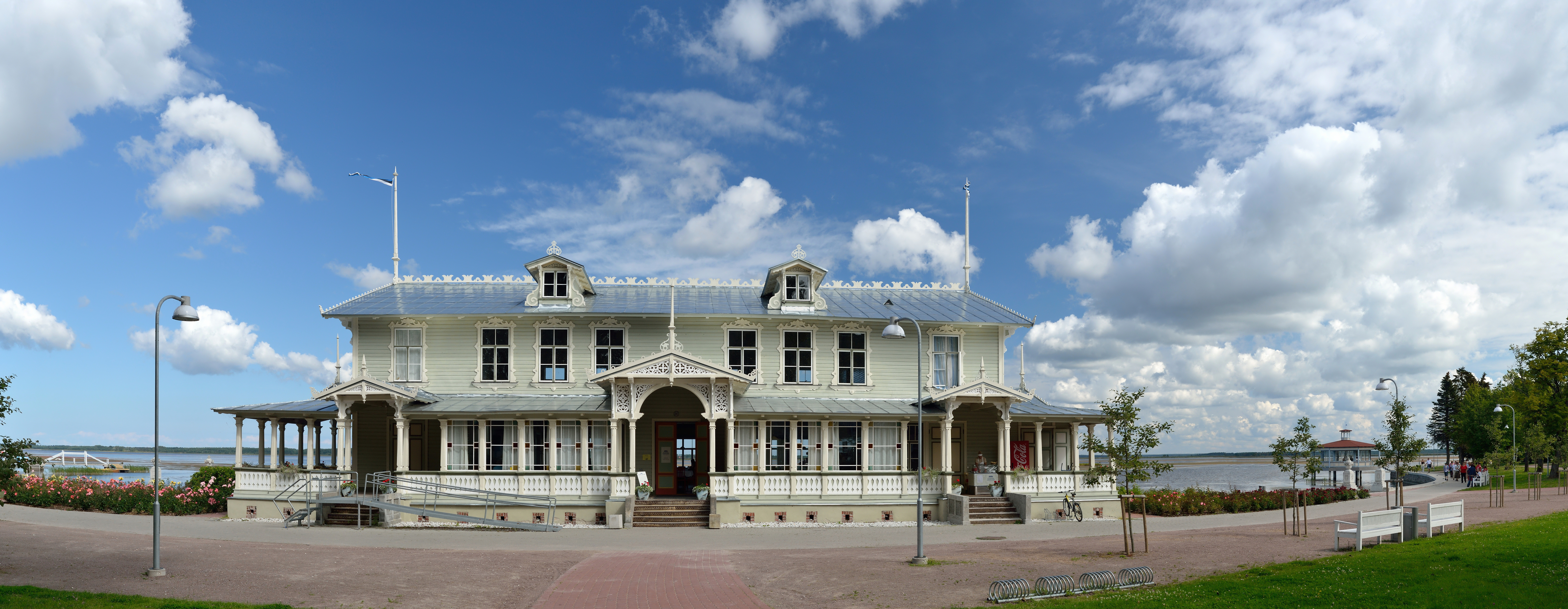
Курзал
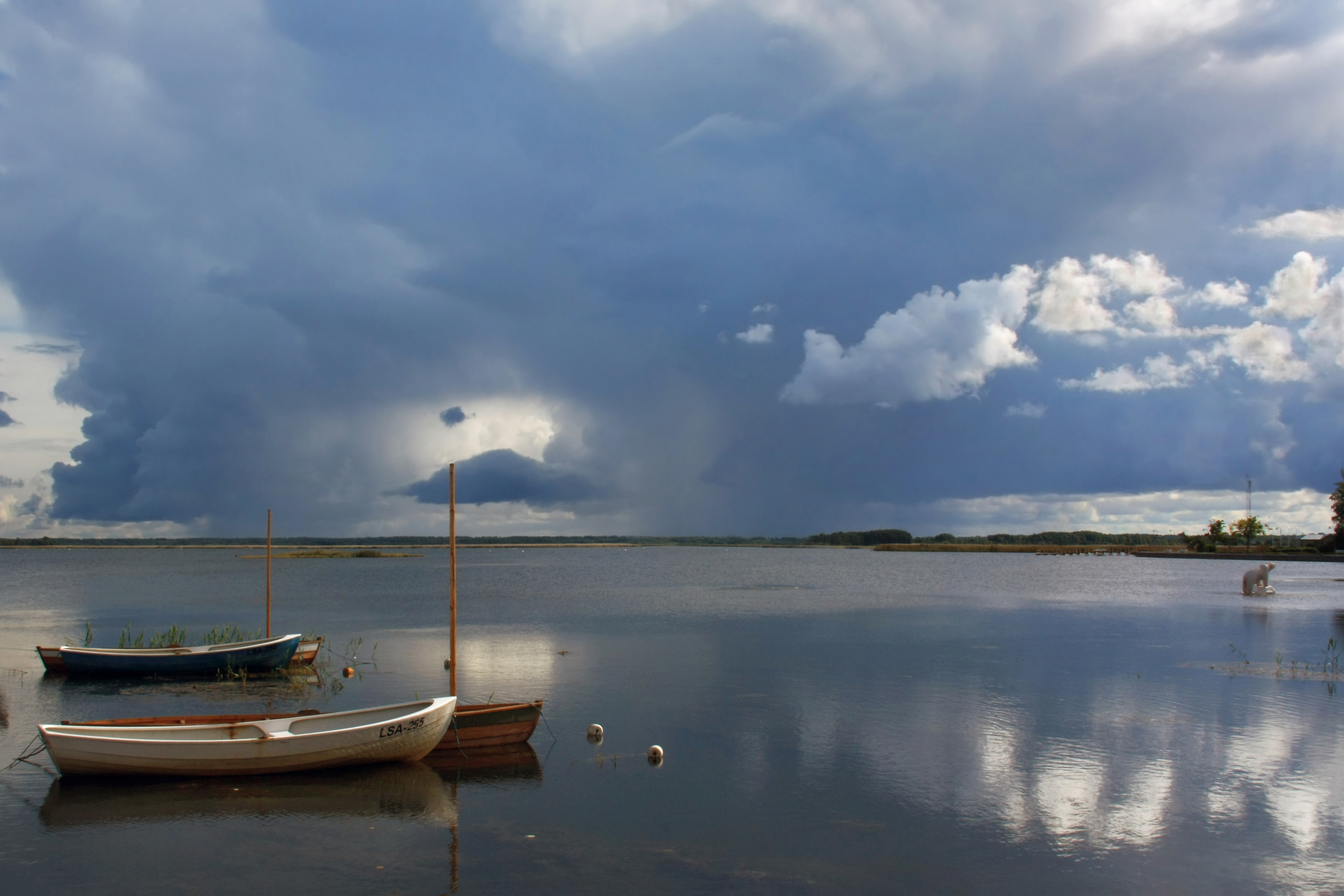
Лодки в заливе Тагалахт
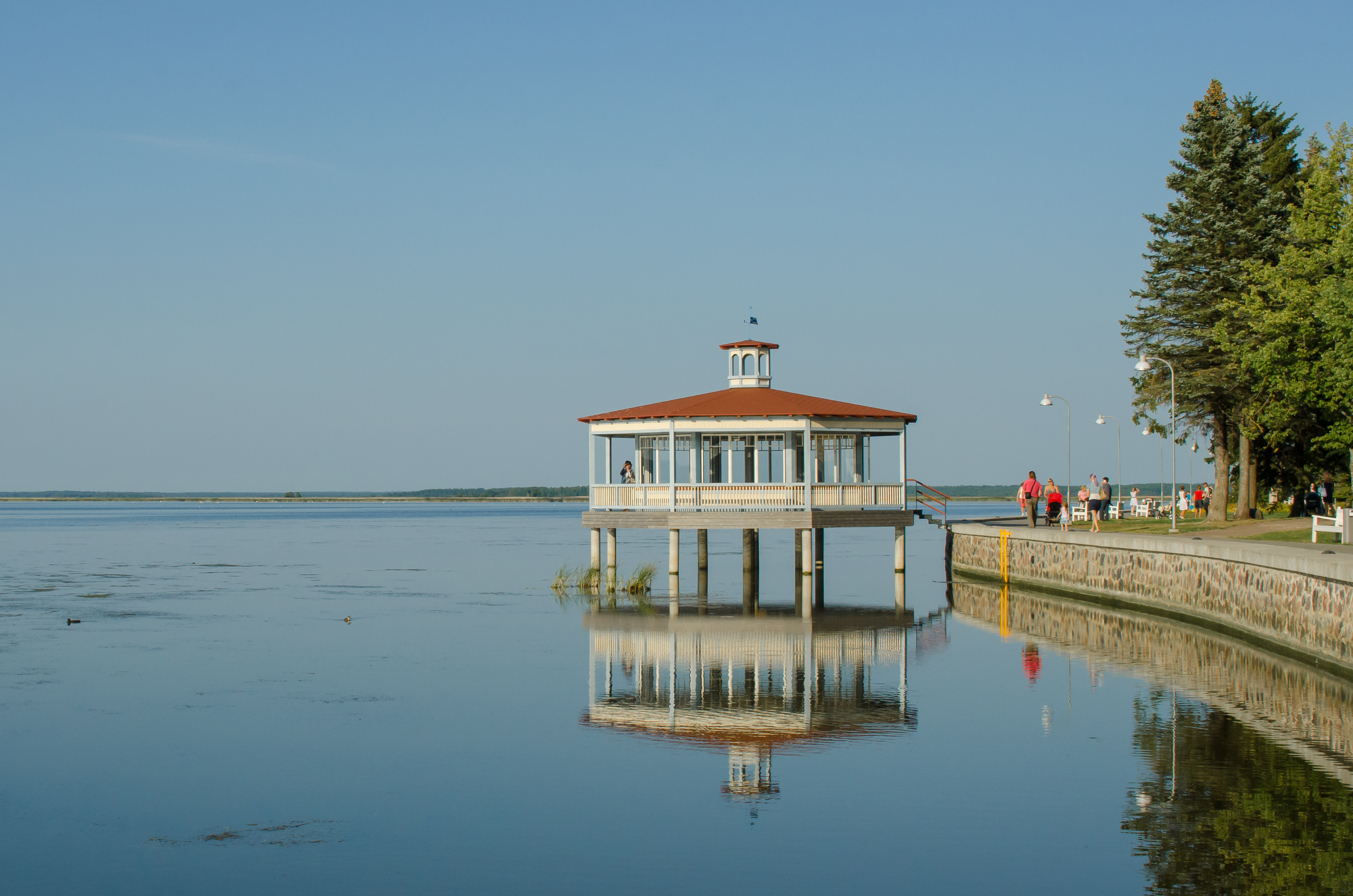
Променад
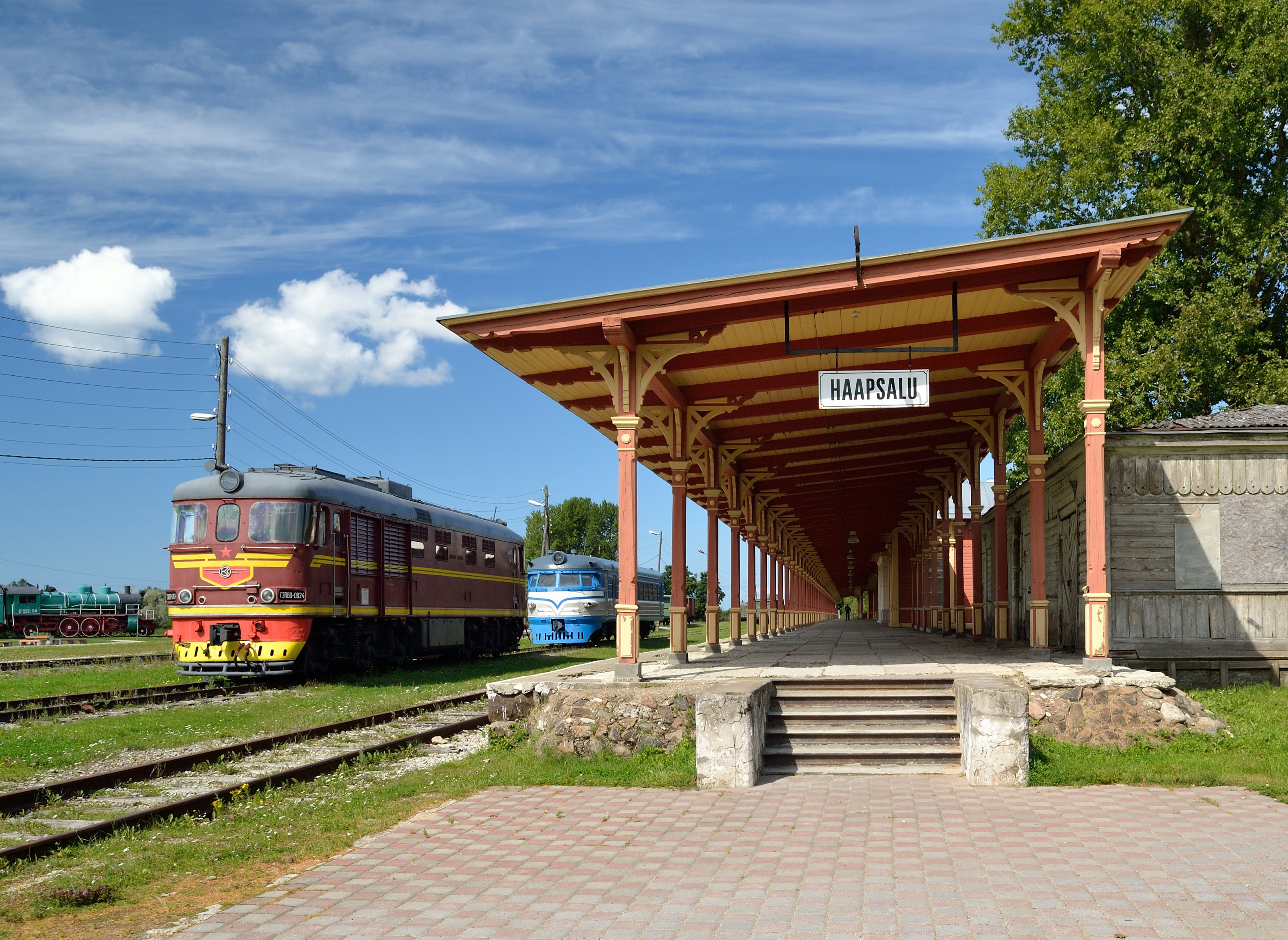
Платформа железнодорожного вокзала
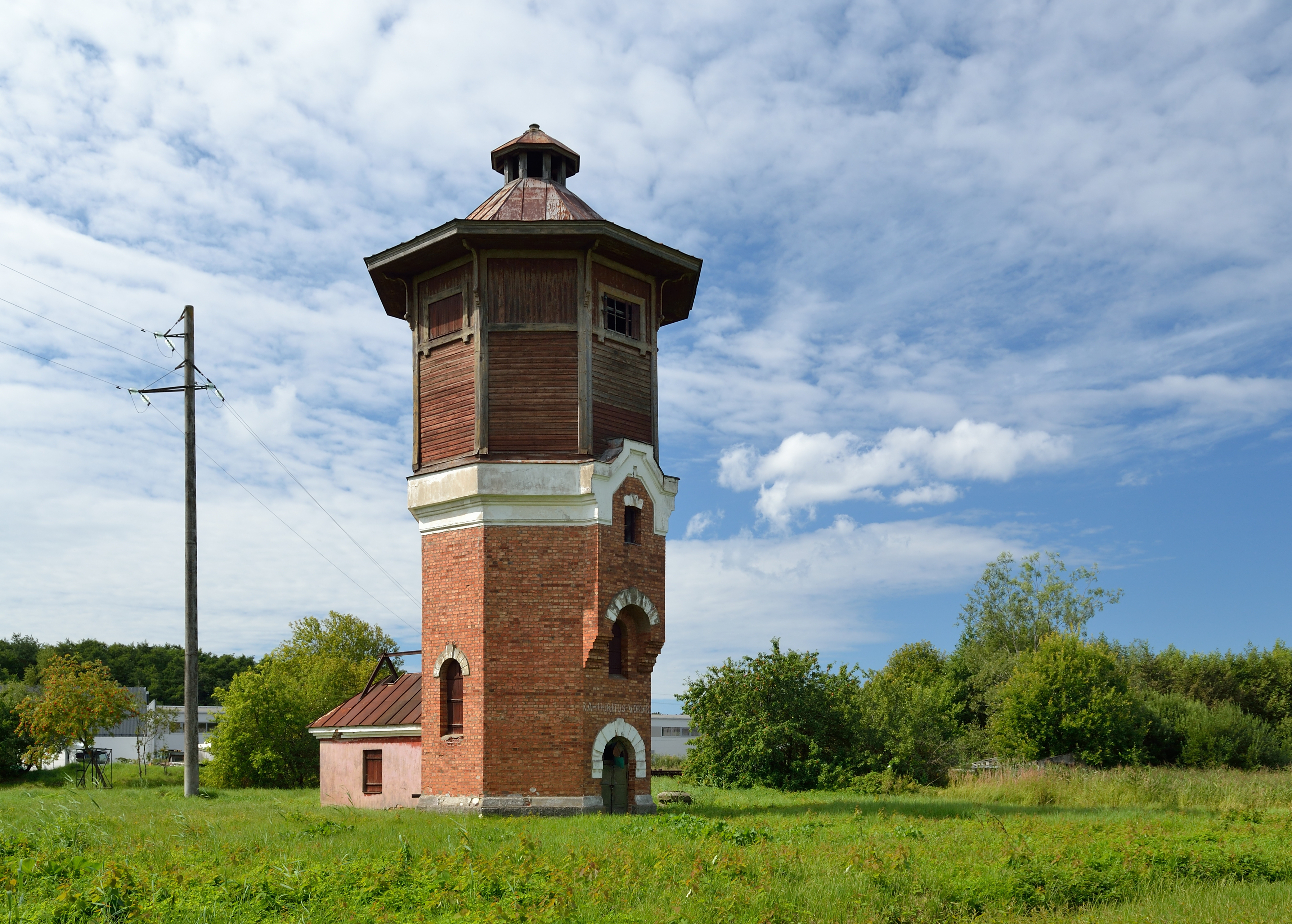
Водонапорная башня железнодорожного вокзала
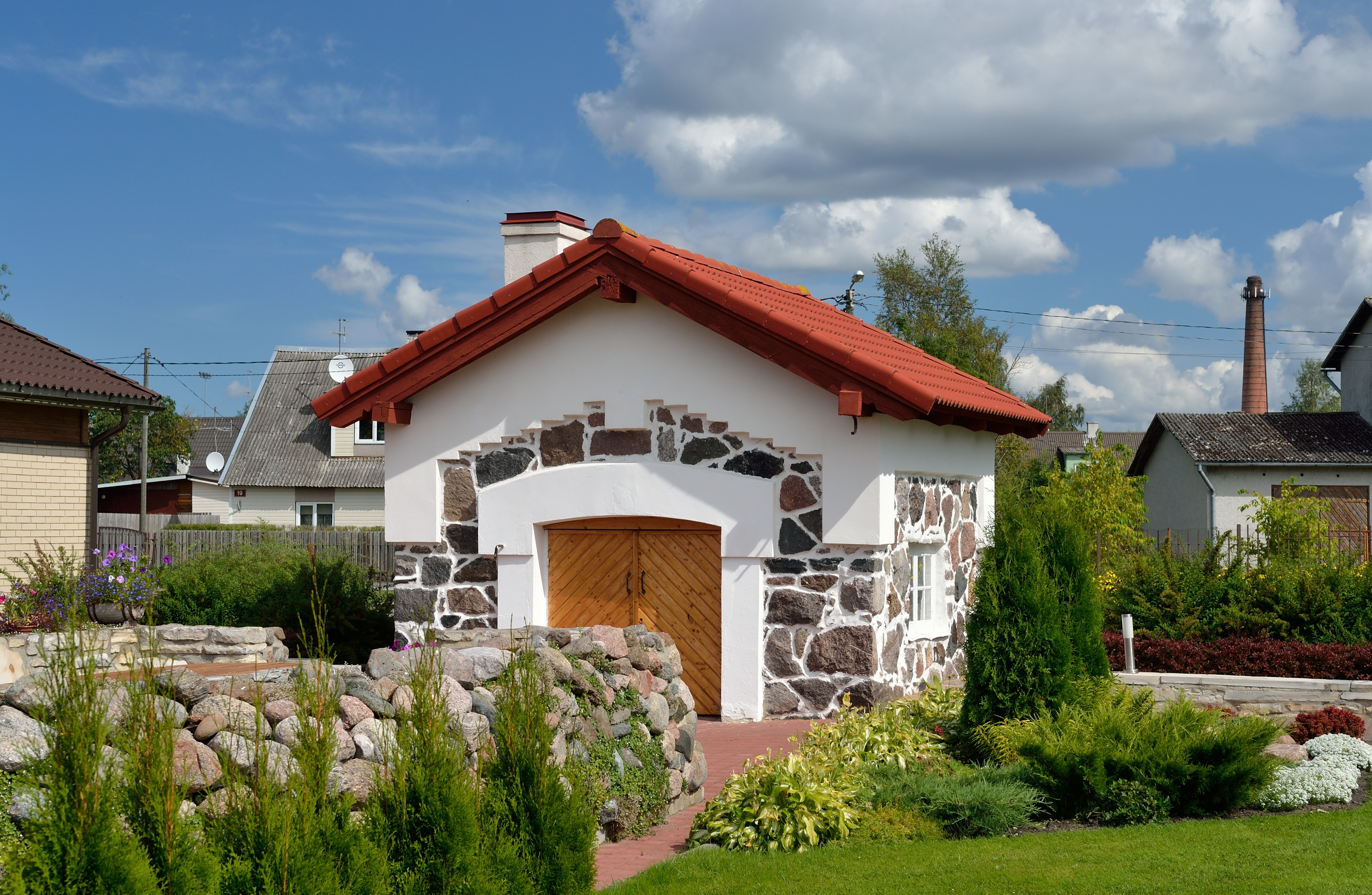
Кузница железнодорожного вокзала
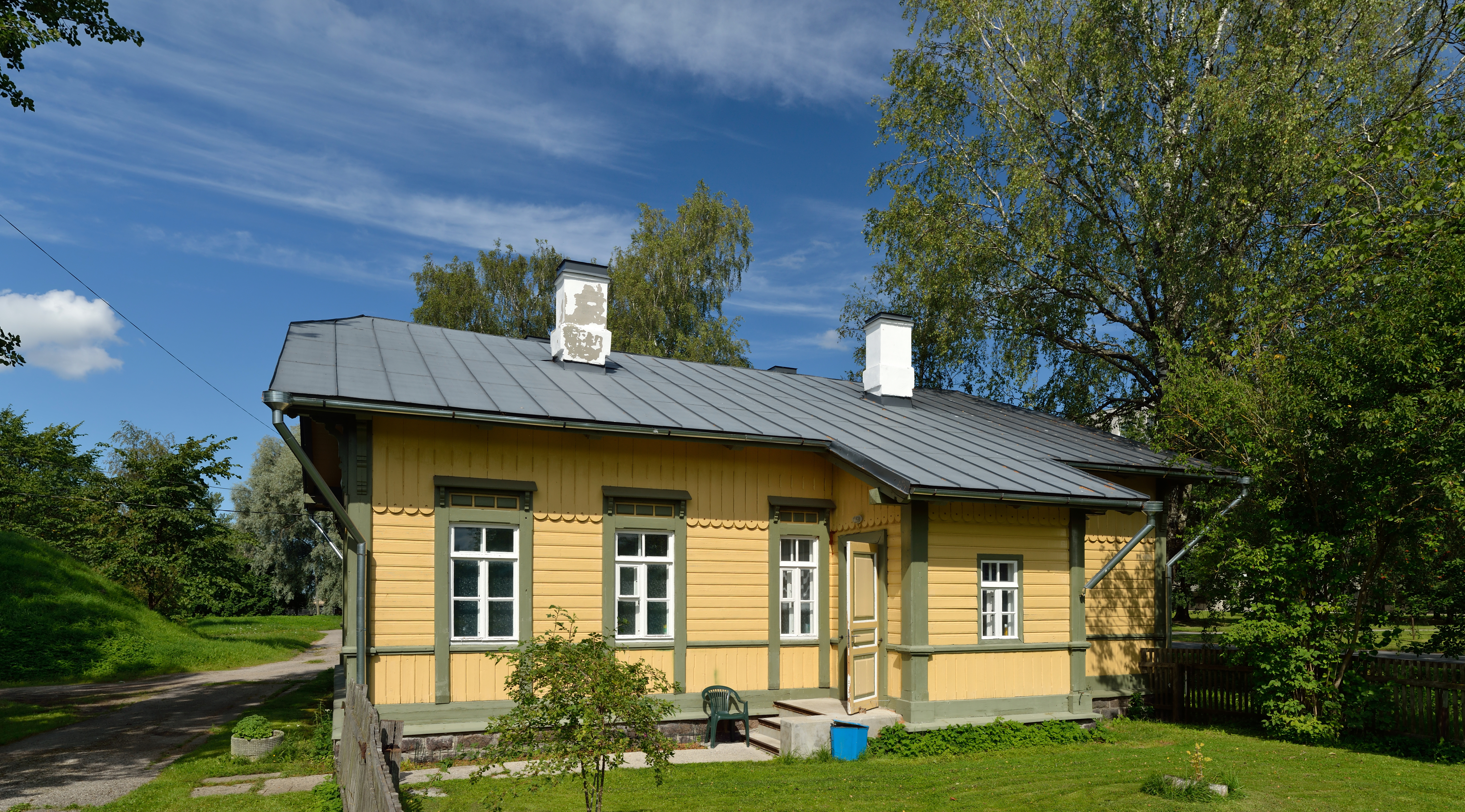
Амбулатория железнодорожного вокзала
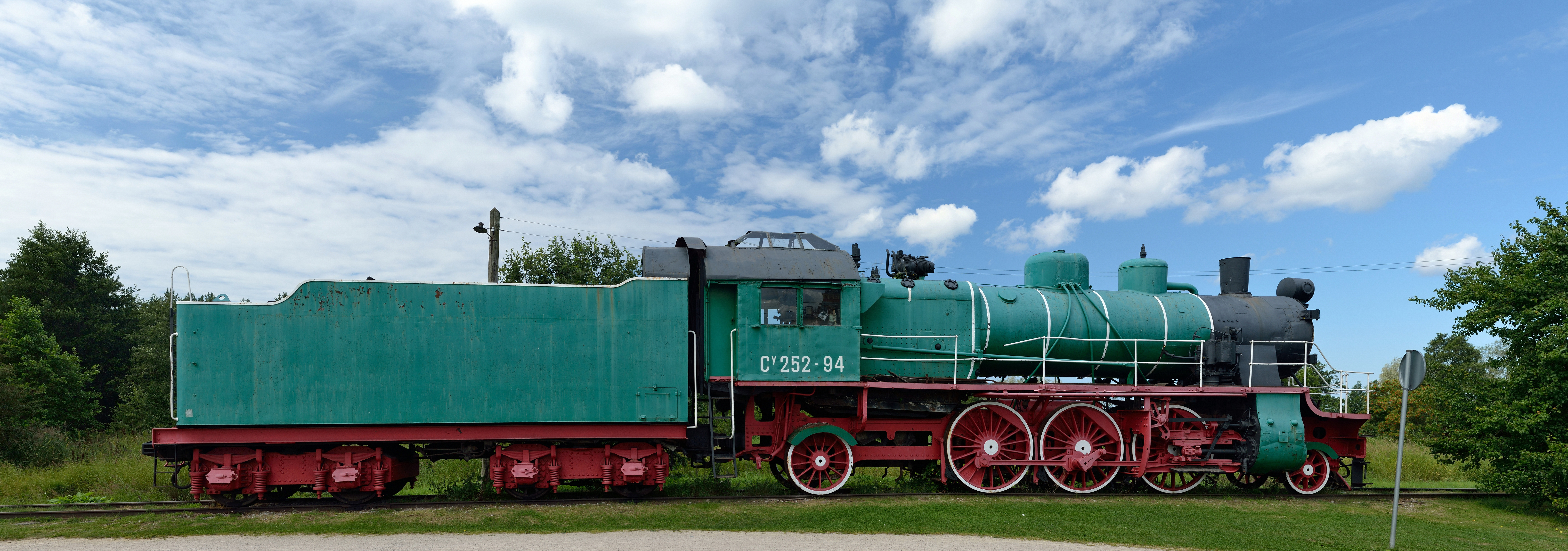
Паровоз в музее железнодорожного вокзала